# دسته-آ ۲۰۰۰
آمار مرتبط با لیگ دسته-آ بوتان در فصل سال ۲۰۰۰.

## بررسی اجمالی
باشگاه فوتبال دروک پول برنده این دوره از مسابقات شد.